# Teoria do iceberg

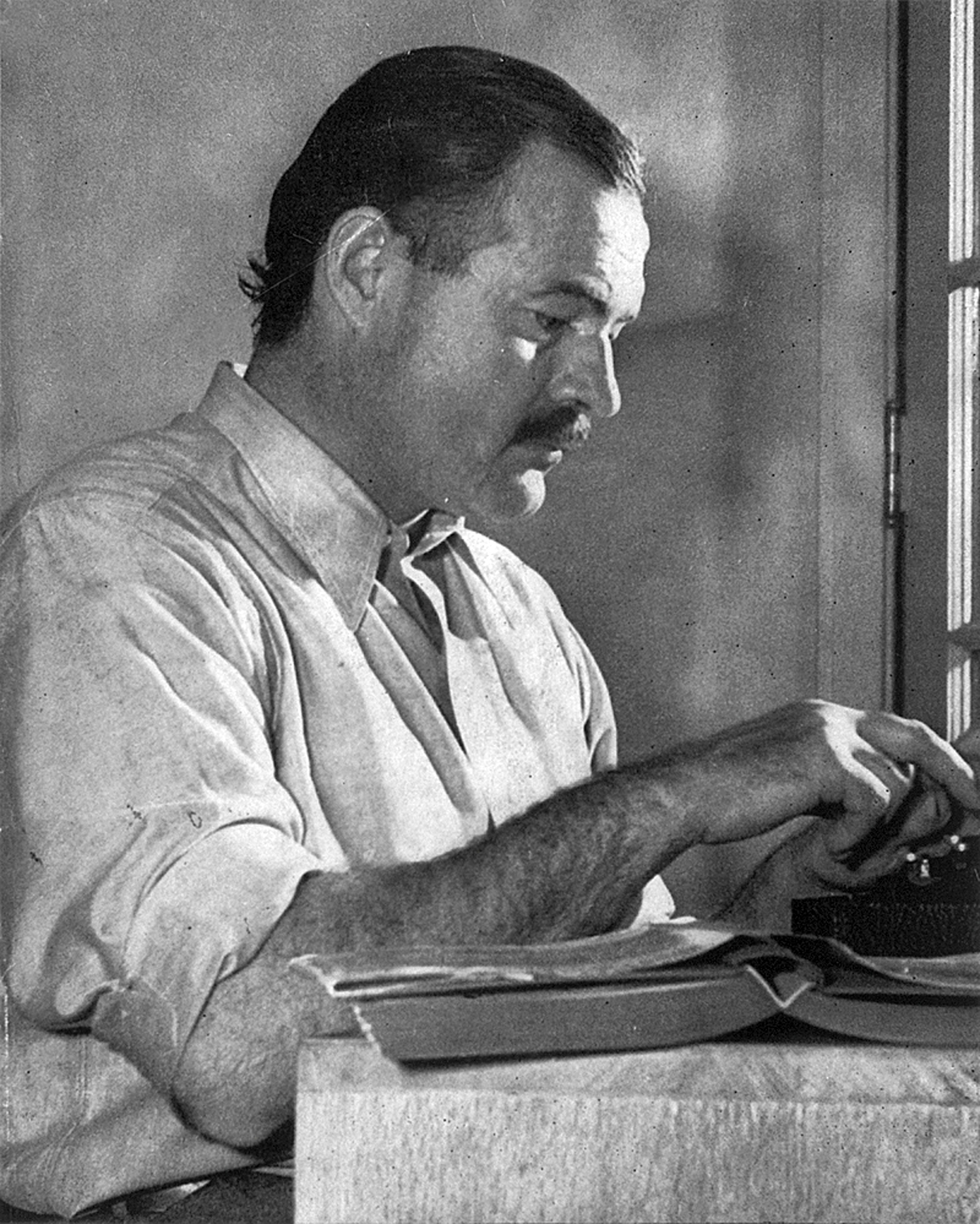
Ernest Hemingway, fotografado em 1940 para a edição de For Whom the Bell Tolls, elaborou a teoria do iceberg.

A teoria do iceberg ou teoria da omissão é uma técnica narrativa elaborada pelo escritor estadunidense Ernest Hemingway. Como jovem jornalista, Hemingway teve que concentrar suas reportagens em eventos imediatos, com pouco espaço para contexto ou interpretação. Quando se tornou contista, manteve seu estilo minimalista, concentrando-se nos elementos superficiais sem discutir profundamente camadas subjacentes. Hemingway acreditava que o significado mais intenso de uma história não deveria ser evidente na superfície, mas deveria transparecer de modo implícito.
Em 1923, Hemingway concebeu a ideia de uma nova teoria da narrativa após terminar seu conto "Out of Season". Em A Moveable Feast, memórias publicadas postumamente sobre seus anos como jovem escritor em Paris, ele explica que "a parte omitida fortaleceria a história", comparando-a a um iceberg. O biógrafo do autor, Carlos Baker, acreditava que, como escritor de contos, Hemingway aprendeu "como tirar o máximo do mínimo, como podar a linguagem e evitar desperdício de movimento, como multiplicar intensidades e como não dizer nada além da verdade de uma forma que permita dizer mais do que a verdade". Baker também observa que o estilo de escrita da "teoria do iceberg" sugere que a narrativa de uma história e complexidades matizadas, completas com simbolismo, operam sob a superfície da própria história.
A teoria do iceberg de Hemingway destaca as implicações simbólicas da literatura. Faz-se uso da ação física para fornecer uma interpretação da natureza da existência humana. A ambiguidade de Hemingway destaca-se de forma marcante, em que, "embora representando a vida humana por meio de formas ficcionais, ele consistentemente colocou o homem contra o pano de fundo de seu mundo para examinar a situação humana por vários pontos de vista".